# Bostrychus microphthalmus
Bostrychus microphthalmus is een straalvinnige vissensoort uit de familie van de slaapgrondels (Eleotridae). De wetenschappelijke naam van de soort is voor het eerst geldig gepubliceerd in 2005 door Hoese & Kottelat.